# Marshall Rosenbluth
Marshall Nicholas Rosenbluth (né le 5 février 1927 – mort le 28 septembre 2003) est un physicien et professeur américain. Il a obtenu de nombreux prix soulignant ses travaux en physique nucléaire et en physique des plasmas. D'ailleurs, on le surnommait affectueusement le « pape de la physique des plasmas ».

## Biographie
Rosenbluth fait des études à la Stuyvesant High School jusqu'en 1942. Il fait son premier cycle universitaire à l'université Harvard jusqu'en 1946 (B.S., Phi Beta Kappa), en même temps qu'il sert dans l'United States Navy (1944–1946). Il complète un Ph.D. en 1949 à l'université de Chicago.
Rosenbluth fait des études postdoctorales à l'université Stanford en 1949–1950. Il y développe la formule de Rosenbluth, utilisée par Robert Hofstadter dans ses expérimentations sur la diffusion de l'électron (en).